# A Midsummer Night's Sex Comedy
 A Midsummer Night's Sex Comedy és una pel·lícula estatunidenca escrita i dirigida per Woody Allen, estrenada el 1982.

## Argument
Durant un cap de setmana assolellat, Andrew i Adrian reben alguns amics: Léopold i la seva promesa Ariel així com el doctor Maxwell i la seva nova conquesta, una infermera una mica feréstega. Mentre que la parella d'Andrew s'esgota, es lliguen intrigues, barrejant frustracions amoroses i records.

## Repartiment
- Woody Allen: Andrew
- Mia Farrow: Ariel
- José Ferrer: Leopold
- Julie Hagerty: Dulcy
- Tony Roberts: Maxwell
- Mary Steenburgen: Adrian